# 코너맨
격투 스포츠에서 코너맨(cornerman) 또는 세컨드(second)는 경기 중 선수(파이터)를 돕는 코치 또는 트레이너이다. 코너맨은 라운드 중에는 지시를 내리는 것이 금지되어 있으며, 경기장 밖에 머물러야 한다. 휴식 시간에는 링 안에 들어가 선수를 돌볼 수 있다.
코너맨은 부기를 줄이고 출혈을 멈추기 위해 얼음이나 아드레날린을 바르는 등의 컷맨 임무를 수행할 수 있다. 코너맨은 필요할 때 타월을 던지는 역할도 맡을 수 있다.

## 유명한 코너맨
- 레이 아르셀
- 테디 애틀러스
- 조지 벤튼
- 이그나시오 베리스타인
- 척 보닥, 무하마드 알리, 로키 마르시아노, 토미 헌스, 훌리오 세자르 차베스, 이밴더 홀리필드, 오스카 드 라 호야를 포함한 50명 이상의 세계 챔피언과 함께 일했던 복싱 컷맨이자 트레이너.[1]
- 드류 분디니 브라운, 무하마드 알리의 보조 트레이너이자 코너맨.
- 길 클랜시
- 커스 다마토
- 안젤로 던디, 무하마드 알리(1960–1981)와의 작업으로 가장 잘 알려진 미국의 복싱 트레이너이자 코너맨.[2]
- 루 두바
- 에디 퍼치
- 로버트 가르시아
- 버디 맥거트
- 에디 무스타파 무하마드
- 프레디 로치
- 케빈 루니
- 아벨 산체스
- 로니 실즈
- 에마누엘 스튜어드